# Пам'ятник Іванові Франку (Палашівка)
Пам'ятник Іванові Франку в Палашівці — пам'ятник поету, громадському діячу Іванові Франку, встановлений в селі Палашівка Чортківського району на Тернопільщині.
Оголошений пам'яткою монументального мистецтва місцевого значення, охоронний номер 1003.

## Історія
Пам'ятник встановлено 1963 року.